# Paramonacanthus lowei
Paramonacanthus lowei es una especie de peces de la familia Monacanthidae en el orden de los Tetraodontiformes.

## Morfología
- Los machos pueden llegar alcanzar los 13,9 cm de longitud total.
- Número de  vértebras: 19.[1]

## Hábitat
Es un pez de mar y de clima tropical y demersal que vive entre 0-78 m de profundidad.

## Distribución geográfica
Se encuentra en la costa oriental de Australia desde el norte de Queensland hasta Nueva Gales del Sur.

## Observaciones
Es inofensivo para los humanos.